# یاسوهیرو هاتو
یاسوهیرو هاتو (به انگلیسی: Yasuhiro Hato) بازیکن فوتبال اهل ژاپن و عضو تیم ملی فوتبال ژاپن است که در تاریخ ۲۵ آوریل ۲۰۰۱ میلادی اولین بازی ملی‌اش را انجام داد. او در ۱۵ بازی ملی حضور داشت و آخرین بازی ملی خود را در تاریخ ۲ مه ۲۰۰۲ میلادی انجام داد. یاسوهیرو هاتو در بازی‌های ملی‌اش
گلی به ثمر نرساند.